# 1959 în informatică
- 1958 în informatică — 1959 în informatică — 1960 în informatică

1959 în informatică a însemnat o serie de evenimente noi notabile: